# Rezerwat przyrody Hołda
Rezerwat przyrody Hołda – leśny rezerwat przyrody w miejscowości Konopnica w gminie Konopnica, w powiecie wieluńskim, w województwie łódzkim. Leży w granicach Parku Krajobrazowego Międzyrzecza Warty i Widawki.
Zajmuje powierzchnię 71,24 ha. Został powołany Rozporządzeniem Ministra Ochrony Środowiska, Zasobów Naturalnych i Leśnictwa z 23 grudnia 1998 roku (Dz.U. z 1998 r. nr 164, poz. 1188). Według aktu powołującego, celem ochrony jest zachowanie ze względów naukowych i dydaktycznych dobrze zachowanych, naturalnych lasów niżowych, charakterystycznych dla Nizin Środkowopolskich.
Rezerwat posiada plan ochrony ustanowiony w 2011 roku. Według tego planu cały obszar rezerwatu podlega ochronie czynnej.